# Tobias Eisenhuth
Tobias Eisenhuth (* 21. September 2001 in Berlin) ist ein deutscher Fußballspieler.

## Karriere

### Verein
Nach seinen Anfängen in der Jugend des SV Union Bestensee, des SC Eintracht Miersdorf/Zeuthen und des 1. FC Frankfurt wechselte er im Sommer 2015 in die Jugendabteilung von Energie Cottbus. Für seinen Verein bestritt er 26 Spiele in der B-Junioren-Bundesliga. Im Sommer 2019 wurde er in den Kader der ersten Mannschaft in der Regionalliga Nordost aufgenommen. Am Ende der Saison 2022/23 wurde er mit seinem Verein Meister, scheiterte aber in der Aufstiegsrelegation am Meister der Regionalliga Bayern, der SpVgg Unterhaching.
Nach 101 Ligaspielen wechselte er im Sommer 2023 zum Drittligisten SSV Jahn Regensburg. Dort kam er auch zu seinem ersten Einsatz im Profibereich, als er am 5. August 2023, dem 1. Spieltag, beim 1:1-Heimunentschieden gegen die SpVgg Unterhaching in der 74. Spielminute für Christian Viet eingewechselt wurde. Im Januar 2025 wechselte er zu Viktoria Köln.

### Nationalmannschaft
Eisenhuth bestritt im Jahr 2019 zwei Spiele für die U19 des DFB.

## Erfolge
Energie Cottbus
- Brandenburgischer Landespokalsieger: 2022 und 2023
- Meister der Regionalliga Nordost: 2023

Viktoria Köln
- Mittelrheinpokal-Sieger: 2025